# Henna Playfair
Henna Anne Marie Playfair (Paramaribo, 3 maart 1953 – Naarden, 5 december 2023) was een Surinaams-Nederlands verloskundige en praktijkhouder die bekend stond als dé vroedvrouw van Amsterdam-Zuidoost. Ze heeft in haar loopbaan duizenden vrouwen geholpen bij de bevalling en speelde een belangrijke maatschappelijke rol in de wijk Bijlmermeer.

## Levensloop

### Jeugd en opleiding
Playfair verhuisde op jonge leeftijd vanuit Suriname naar Nederland en groeide op in Bergen op Zoom. Ze ging daar naar het Roncalli College. Vanaf 1971 volgde ze haar opleiding tot verloskundige in Amsterdam aan de Verloskunde Opleiding Amsterdam. Ze rondde de opleiding af in 1974, in een tijd dat verloskundigen geen verpleeguniform meer hoefden te dragen en meer gingen samenwerken met ander medisch personeel.

### Werk en impact
Ze begon haar carrière in Weesp, waar ze bijna twintig jaar werkzaam was bij een verloskundigenpraktijk. In 1992 startte ze haar eigen praktijk in Amsterdam-Zuidoost: de Verloskundigenpraktijk Bijlmermeer, waar ze bijna 30 jaar werkte. Ze werkte als verloskundige, begeleidde zwangere vrouwen en was aandachtsfunctionaris huiselijk geweld. In het bijzonder stond ze zwangere tieners en zwangere vrouwen zonder verzekering of verblijfsvergunning bij. Ze werkte daarbij samen met onder meer Dokters van de Wereld.
Playfair werkte onder vaak moeilijke omstandigheden. In een interview met Het Parool uit 2008, getiteld ‘De vroedvrouw baant zich een weg langs haar adresjes', beschrijft ze hoe verloskundigen in de Bijlmermeer te maken hebben met taalbarrières, sociaal-maatschappelijke problematiek en onveilige situaties. Zo vertelde ze over een zwangere vrouw die na een overval in haar buik was geschopt en geen Nederlands sprak. “Voor je weet wat ze bedoelt, ben je een half uur verder.”
Tijdens kraamvisites bezocht ze vaak flats met overlast, slechte hygiënische omstandigheden en sociale onveiligheid. Ze wees jonge moeders streng maar zorgzaam op risico’s zoals wiegendood, en greep in als ze ontdekte dat een vrouw zonder elektriciteit en warm water naar huis werd gestuurd na een bevalling. Playfair gaf aan dat ze in haar werk tegelijkertijd verloskundige, onderwijzeres en maatschappelijk werkster was. Ze benadrukte het belang van cultureel begrip bij het begeleiden van vrouwen uit de buurt door mensen die de buurt kennen en het vertrouwen van bewoners kunnen winnen.
Ze werkte jarenlang vanuit haar donkergroene stationcar, plande haar route op veiligheid en wist waar ze in de nacht wel of niet kon parkeren. Over het wonen in de wijk zei ze: “In de Bijlmer zou ik niet kunnen wonen. Dan zou ik geen afstand kunnen nemen van de ellende.”
In haar praktijk combineerde Playfair medische zorg met maatschappelijke betrokkenheid. Ze stond bekend om haar no-nonsense aanpak, was streng wanneer nodig, maar altijd zorgzaam. Vanaf 2007 had ze een column in het tijdschrift Wij Jonge Ouders.
Haar werk werd ook in medische kringen gewaardeerd. Gynaecologen in het Amsterdam UMC werkten vaak met haar samen, waarbij Playfair in de geboortekamer regelmatig de regie had. Haar motto was: “bellen is rijden”.

### Latere jaren
In 2022 droeg Playfair haar praktijk over. Ze wilde zich wijden aan de bestrijding van vroeggeboorten in Zuidoost en was medeoprichter van een stichting die zich hiervoor inzette. Ze werkte daarvoor samen met gynaecoloog Martijn Oudijk.
Kort na haar pensioen werd bij haar een ernstige ziekte vastgesteld. Tot op het laatst bleef ze zich inzetten voor haar stichting. Zo werkte ze vanuit het ziekenhuis aan subsidieaanvragen en projectdocumenten. In haar laatste dagen werd ze bijgestaan in een hospice, waar een vrijwilliger die zij eerder zelf geholpen had bij twee bevallingen, haar verzorgde. Ze overleed op 5 december 2023 in Naarden. Playfair werd 70 jaar.
Op de dag van haar uitvaart reed de stoet langs locatie AMC en haar oude praktijk in de Bijlmer. Tientallen collega’s vormden daar een erehaag om haar de laatste eer te bewijzen. Haar overlijden leidde tot veel reacties van collega’s, cliënten en organisaties. De Verloskundigenpraktijk Bijlmermeer, die zij tientallen jaren leidde, beschreef haar als “altijd beschikbaar” en een vrouw die zorg bood met compassie, eerlijkheid en culturele sensitiviteit. Ze gaven aan dat ze niet alleen een inspirerende collega verloren, maar ook een geliefd mens. De afdeling Verloskunde & Gynaecologie van Amsterdam UMC plaatste op 15 december 2023 een in memoriam voor Playfair. In het bericht werd ze “de vroedvrouw van Zuidoost” genoemd en beschreven als “ferm en zacht”. Ze hielp duizenden moeders in de Bijlmer om hun kind op de wereld te zetten, en haar zorg reikte veel verder dan het in goede banen leiden van de bevalling.

## Nalatenschap
Henna Playfair wordt door velen beschouwd als een icoon van de Bijlmer. Haar nalatenschap leeft voort in de talloze levens die zij heeft aangeraakt. Haar levenswerk wordt voortgezet in het project dat haar naam draagt, gericht op een betere start voor de meest kwetsbare kinderen van Amsterdam.
In haar laatste levensfase zette Playfair samen met Amsterdam UMC een stichting op voor het project Preventie vroeggeboorte Amsterdam-Zuidoost. Dit initiatief, opgezet in samenwerking met gynaecoloog Martijn Oudijk en verloskundige Lucienne Read, richt zich op het terugdringen van het relatief hoge percentage vroeggeboorte in Amsterdam-Zuidoost.
Het project biedt ondersteuning aan kwetsbare zwangere vrouwen in de wijk, onder andere door het verstrekken van informatie, gratis multivitaminen en omega 3-visolie, sportactiviteiten en begeleiding bij het verminderen van risicofactoren die samenhangen met vroeggeboorte. Dit gebeurt in samenwerking met verloskundigenpraktijken in de regio en de Gemeente Amsterdam.
In juli 2025 werd het project gepresenteerd tijdens het Kwaku Festival in het Nelson Mandelapark, waar Amsterdam UMC ieder weekend voorlichting gaf. Volgens projectcoördinator Lucienne Read is het percentage vroeggeboorten in Zuidoost bijna tien procent, terwijl dit in Amsterdam-Zuid rond de vijf tot zes procent ligt. Het doel van het project is om alle kinderen in de stad een gelijke kans op een gezonde start te geven.
De stichting is mede mogelijk gemaakt door de Stichting Alle Amsterdamse Kinderen Gelijke Kansen. Deze stichting heeft als doel het bieden van gelijke kansen aan Amsterdamse kinderen door middel van projecten die bijdragen aan hun ontwikkeling, zodat zij zich volwaardig kunnen ontplooien ten opzichte van andere kinderen.